# Torres del Obispo
Torres del Obispo  es un pueblo aragonés de la comarca de la Ribagorza, perteneciente al municipio de Graus. Fue municipio independiente hasta 1974. Su población era de 169 habitantes en 2010. Comprende la aldea de El Toral.

## Geografía
El pueblo de Torres se encuentra situado a 542 m de altura sobre el nivel del mar, a una distancia de 92 km de la ciudad de Huesca, capital provincial.

## Toponimia
Según algunas fuentes, el nombre Torres dataría de la época romana y haría referencia a una torre de vigilancia en la carretera entre Astorga y Tarragona. 
La gente del pueblo lo llama Torres cuando habla con gente de los alrededores, a diferenciar de Torre de Ésera y Torre de Obato es la única Torres (en plural) en la Ribagorza. La forma larga con apelativo, Torres del Obispo, se emplea cuando se habla con gente de fuera de la comarca para diferenciarla de otras Torres.
Ha tenido muchos cambios de nombre oficial a causa de los cambios de fronteras eclesiásticas:
- Torres hasta 1495.
- Torres del Abad en 1543, porque en 1307 pasó a depender del abadiato de San Victorián. Otras variantes: Torres del Abadiado de San Victorián (1560), Torres dalabad (1573).
- En 1571 dejó de existir esta abadía y se creó el obispado de Barbastro. En la bula papal donde se nombran las fronteras de este obispado, Torres, sin de apelativo,  es una:

dominio subjacent Graus, et Torres loca et oppida
- Torres del Obispo desde 1575 según Burrel o desde 1646 según Agustín Ubieto Arteta, por pertenecer al obispado y no a ningún abad. Como cuando que se produjo este cambio de demarcaciones territoriales también se generalizaba el empleo oficial del castellano y dado que el aragonés no ha tenido mucho empleo en la iglesia, el título oficial era Obispo y ya no era Bispe. Una variante de 1660 del nombre era Torres del Señor Obispo de Barbastro.
- Torres de las Cebollas, recogido en 1679 y 1680, pudo ser una forma popular puesto que tiene relación con el apodo que tienen los de Torres, cebollons (en Aragonés Baixo Ribagorzano) - cebollones (en castellano). Este apodo se debe al gran tamaño que suelen tener las cebollas que se cultivan en sus huertas.

## Historia
Durante los siglos VIII a XI, hubo una presencia árabe importante. Los topónimos sugieren la presencia de una muralla hoy desaparecida (Foramuro, puertas de Mariano y de Burrel...). Es probable que el pueblo fuera reconquistado por Ramiro I de Aragón en 1063. Estuvo bajo la jurisdicción del monasterio de San Victorián hasta que en 1571 fue transferido al obispado de Barbastro, que lo usó de residencia de verano. La iglesia románica está dedicada a la ascensión. También tiene ermitas dedicadas a Santa Ana, las Ventosas y Suferri.
En Casa Naval nació el militar Francisco Castillón y Esteban en 1786, llegando al puesto de Mariscal de Campo y Capitán General de Baleares. 
Durante el siglo XIX, la localidad conoció cierta industrialización al instalarse fábricas de aguardiente y una sedería. Durante la guerra civil española, quedó originalmente en el bando republicano. Bajo el franquismo y el desarrolismo vivió un éxodo rural, principalmente hacia Cataluña. Más recientemente, ha visto la adaptación de casas abandonadas para turismo rural.

## Habla
Torres del Obispo se sitúa en una zona de transición estricta o microgeográfica entre el aragonés y el catalán en sus modalidades ribagorzanas (aragonés ribagorzano y catalán ribagorzano). Según el mapa hecho por Artur Quintana i Font, la línea Juseu-Torres-Alins separa al este hablas catalanas de transición hacia el aragonés y al oeste hablas aragonesas de transición hacia el catalán.
Una cosa interesante del habla de Torres y de otros pueblos del valle del Sarrón, como Juseu y Aler, es que la terminación -rn del catalán se pronuncia -rt (fort, hivèrt, infèrt en vez de forn, hivern y infern). Hay algún caso de conservación de oclusiva sorda intervocálica como llaco. En Torres y Juseu hay ciertas palabras no diptongadas como espòna (pronunciada con o abierta).

## Geografía humana

### Demografía
| Gráfica de evolución demográfica de Torres del Obispo entre 1842 y 1960 |
| |
| Población de derecho según los censos de población del INE Población de hecho según los censos de población del INEEn este censo se denominaba Torre del Obispo: 1842 Entre el censo de 1970 y el anterior, este municipio desaparece porque se agrupa en el municipio 22237 (Torres de Juseu) |

Es necesario tener en cuenta, tal como se especifica, que la población relativa a los años 1850 y 1900 se corresponde con "fuegos" o "vecinos", que solo contabilizaban al titular o propietario de la casa, sin saber los habitantes que había en ellas. No en vano recogemos como novedad que en el Diccionario geográfico-estadístico-histórico de Pascual Madoz realizado entre 1846 y 1850 se reseña que en Torres del Obispo había 115 vecinos y 555 habitantes.  
Los datos correspondientes a los años 1950 y 1970 han sido recogidos del Diccionario enciclopédico ilustrado de la lengua española (Tomo IV) de la Editorial Ramón Sopena C/ Provenza, 95 BARCELONA. * La población de 1970 se corresponde al municipio de Torres de Juseu que era el resultante de la fusión de los municipios de Torres del Obispo y Juseu, por lo que recogía la suma de los habitantes de ambas poblaciones.
1717-1981: población de hecho; 1990- : población de derecho.

Fuente: Intercensal en el INE, Series de población del INE Archivado el 20 de febrero de 2022 en Wayback Machine. y Relación de unidades poblacionales en el INE.

## Fiestas
- San Jaime y Santa Ana, 25 y 26 de julio.
- Purísima Concepción, 8 de diciembre.